# Communauté de communes du Queyras
Die Communauté de communes du Queyras war ein französischer Gemeindeverband mit der Rechtsform einer Communauté de communes im Département Hautes-Alpes in der Region Provence-Alpes-Côte d’Azur. Er wurde am 27. Oktober 2000 gegründet und umfasste acht Gemeinden. Der Verwaltungssitz befand sich im Ort Aiguilles.
Der Gemeindeverband bezeichnete sich selbst auch gerne mit dem Namen Communauté de communes de l’Escarton du Queyras, war in dieser Form aber nicht offiziell registriert.

## Historische Entwicklung
Am 1. Januar 2017 wurde der Gemeindeverband mit der Communauté de communes du Guillestrois zur neuen Communauté de communes du Guillestrois et du Queyras zusammengeschlossen.

## Ehemalige Mitgliedsgemeinden
1. Abriès
2. Aiguilles
3. Arvieux
4. Ceillac
5. Château-Ville-Vieille
6. Molines-en-Queyras
7. Ristolas
8. Saint-Véran